# Espérance-François Bulayumi

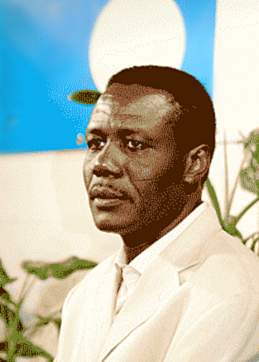
Espérance-François Bulayumi

Espérance-François Ngayibata Bulayumi (* 12. November 1959 in Kinshasa, Demokratische Republik Kongo) ist ein kongolesisch-österreichischer Schriftsteller, Herausgeber, und wissenschaftlicher Mitarbeiter von WB Franz Scharl in der Erzdiözese Wien. Er war Bildungsbeauftragter im Afro-Asiatischen Institut in Wien.

## Leben
Espérance-François Ngayibata Bulayumi ist wissenschaftlicher Mitarbeiter von WB Franz Scharl in der Erzdiözese Wien. Er war Bildungsbeauftragter am Afro-Asiatischen Institut in Wien und Dozent an der Universität Wien / Fakultät für Sozialwissenschaften – Institut für Pflegewissenschaft sowie an der Universität für angewandte Kunst Wien. Zudem hat er das Modul Interkulturelle Geragogik am „Masterlehrgang Geragogik“ der Kirchlichen Pädagogischen Hochschule in Wien geleitet. Er ist promovierter Philosoph und Vater zwei Erwachsener Afro-Wiener, Autor von mehreren Büchern und absolvierte ein Studium der Kunstgeschichte, Theologie und Philosophie in Kinshasa (Kongo), Lausanne (Schweiz) und Wien.
Als Seelsorger, Studierendenbegleiter und Bildungsbeauftragter im Afro-Asiatischen Institut in Wien, als Universitätslehrbeauftragter, als Flüchtlingshelfer ist Bulayumi in erster Linie ein unermüdlicher Brückenbauer in der Welt. In dieser Rolle gibt er wichtige Impulse zu aktuellen weltpolitischen Fehlentwicklungen. Er zeigt die momentan vorherrschenden ungerechten wirtschaftlichen Strukturen in der Welt als menschenunwürdig und menschenverachtend auf, er entlarvt die ungleiche Ressourcenverteilung und Chancengleichheit als Verfehlung und fordert die „reiche“ Welt zum Umdenken auf. Dafür wurde er mit dem Diambour Preis ausgezeichnet.

## Auszeichnungen
Menschenwürde und menschenwürdige Lebensmöglichkeiten für alle weltweit stehen bei Bulayumi immer im Mittelpunkt. Als theologisch-philosophisch geschulter holistischer Dialogförderer ist der gebürtige kongolesische Autor – der sich als Afro-Wiener definiert – ein Vor- und Querdenker für eine ganzheitliche Weltsicht, ein „Stachel“ im Fleisch des Raubkapitalismus, ein „Gewissen“ in der Welt, einer, der trotz einigen Barrieren niemals aufgibt seine Visionen aufzuzeigen und umzusetzen. Für sein Engagement für Demokratie und Gerechtigkeit wurde ihm im Oktober 2012 von The Global Player der erste Diambour-Preis verliehen.

## Publikationen
- Esakoli.Großvater erzählt: Geschichten und Fabeln aus dem Kongo 1999
- Sterbebegleitung als Lebensbegleitung: Eine imperative ethische Notwendigkeit 2001
- LISAPO: Ein Tor zu afrikanischen Märchen 2002
- Mosuni 2007
- Dealer wider Willen? Wege afrikanischer Migrantinnen und Migranten nach / in Österreich, 2. Auflage, aa-infohaus, Wien 2009, ISBN 978-3-200-01506-7.
- Ebembe y Thomson Buch in der Sprache Lingala 2011
- Das Beichten eines Afro-Wieners 2012
- Qu’est-ce qui nous manque? Esquisse sur les béatitudes politiciennes en République Démocratique du Congo. aainfohaus, Wien 2016, ISBN 978-3-9503840-4-8.

## Herausgeber
- Rot-Weiß-Rot 2012